# Cornelia Parker
Cornelia Parker   (Cheshire, 14 de juliol de 1956) és una artista visual i escultora anglesa.
És coneguda per les seves escultures a gran escala, com Cold Dark Matter: An Exploded View (1991) o Mass (Colder Darker Matter) (1997), creada suspenent les restes calcinades d'una església que havia estat destruïda per un llamp a Texas. Vuit anys després, Parker va elaborar una peça anomenada Anti-Mass (2005), fent servir carbó vegetal d'una església a Kentucky que havia estat destruïda per un incendi provocat.
Les seves obres tracten temes com la mutabilitat de la matèria, la globalització o el consumisme, sovint amb una certa ironia. Les seves instal·lacions inclouen obres d'art efímer.
Ha exposat en col·leccions importants com l'Arts Council of England, la Tate Gallery, de Londres o el MoMA de Nova York.
El 2010 va ser elegida per formar part de la Royal Academy of Arts de Londres i va ser nomenada oficial de l'Ordre de l'Imperi Britànic. El 2000, 2005 i 2008 va rebre doctorats honoris causa de les universitats de Wolverhampton, Birmingham i Gloucestershire respectivament.

## Galeria

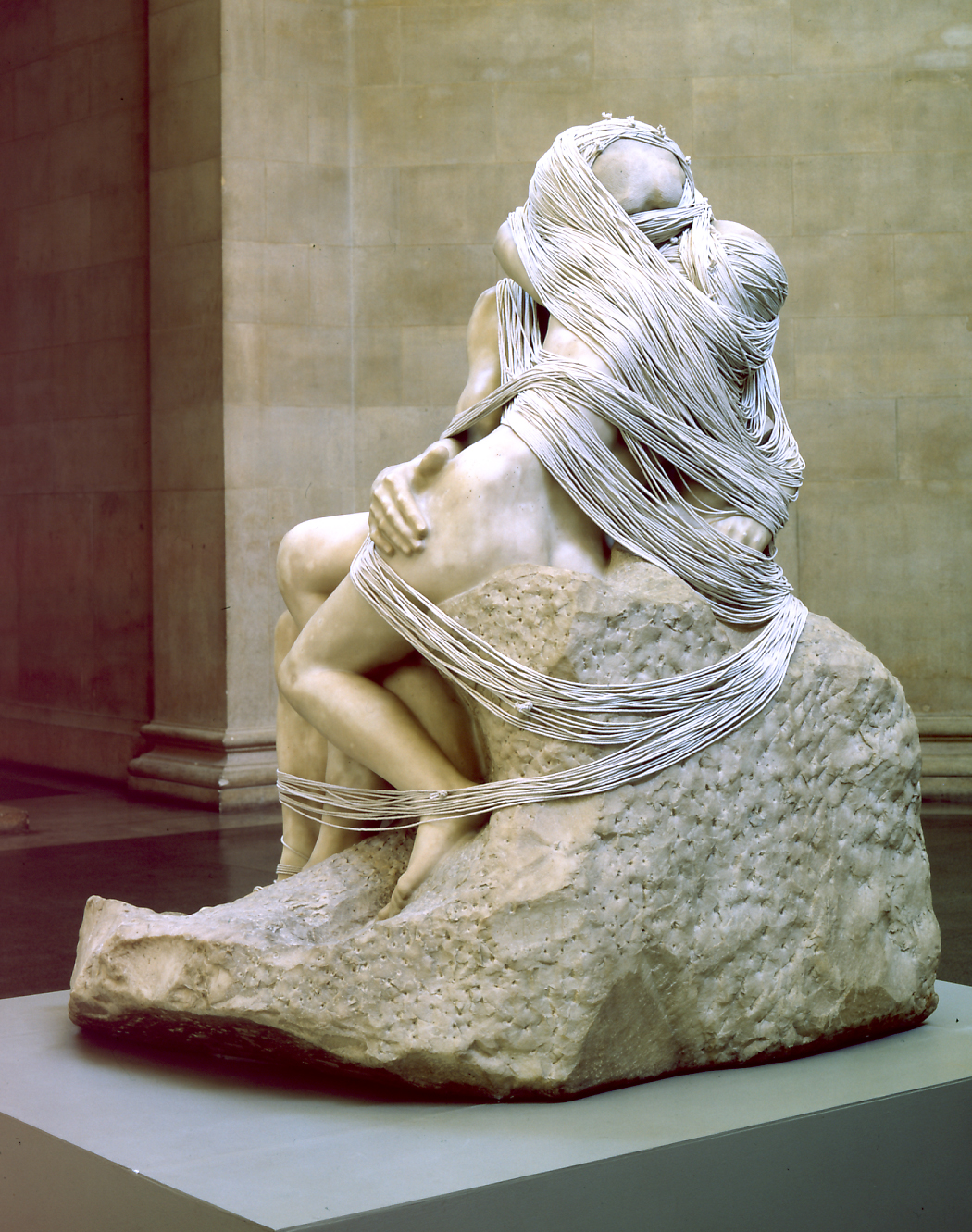
The Distance (A Kiss With Strings Attached) (2003)
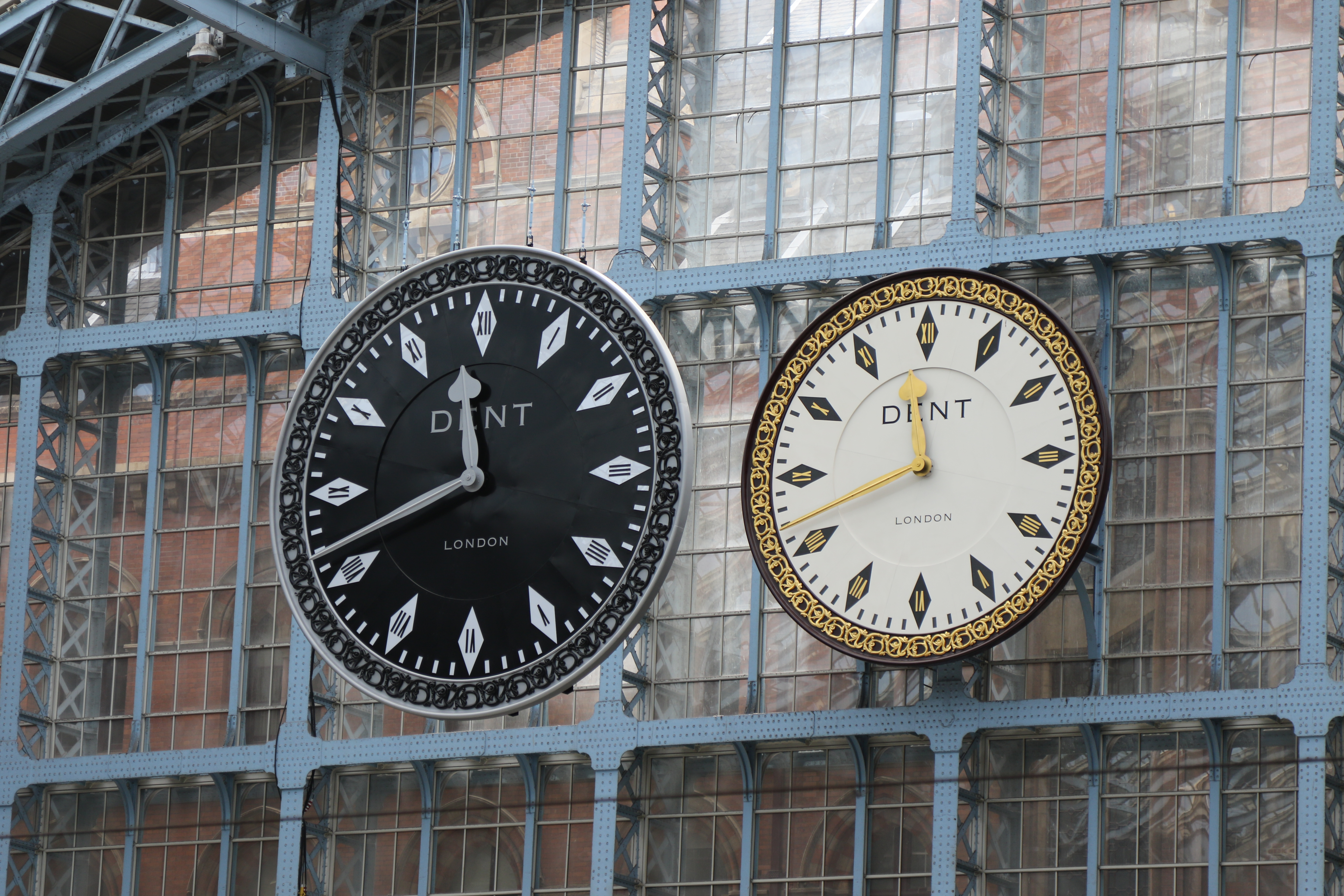
One More Time (2015)